# Mínojská civilizace

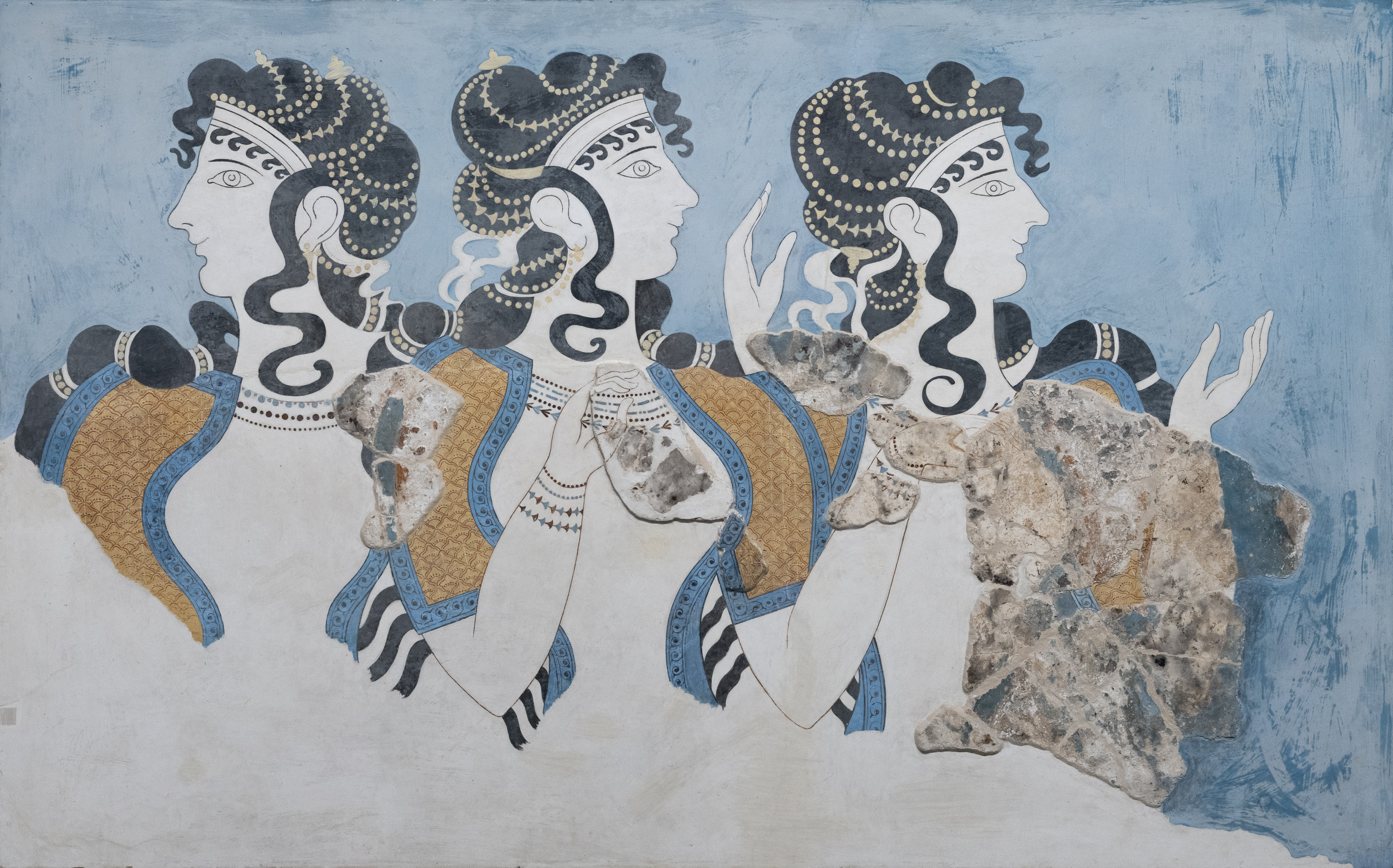
Mínojská freska se třemi ženami

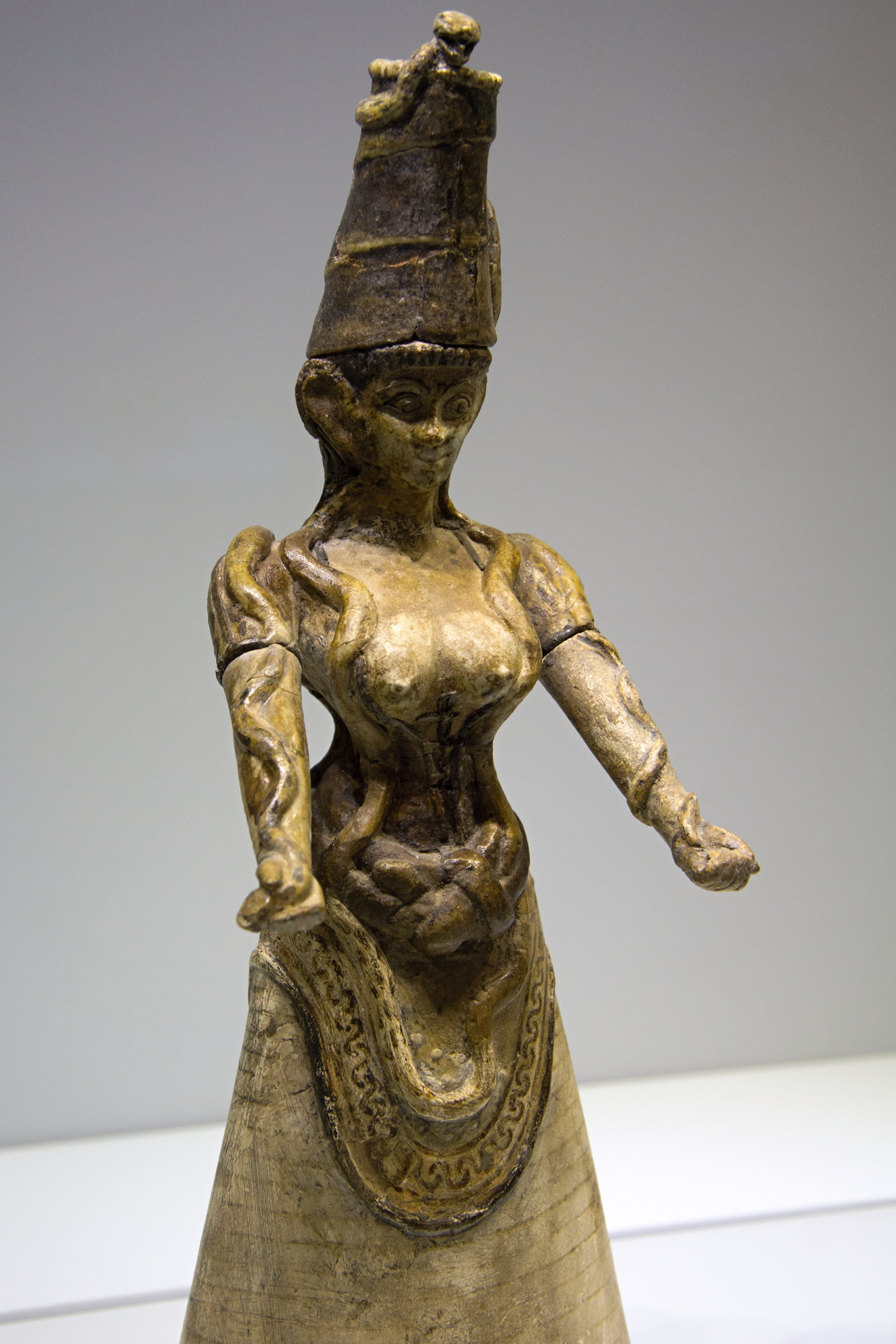
Hadí bohyně, Knóssos, 1650–1550 př. n. l.

Mínojská civilizace byla civilizace doby bronzové, která existovala na Krétě přibližně v období 2700 až 1450 př. n. l. Největšího hospodářského a kulturního rozkvětu dosáhla ve středním období mezi lety 2000–1600 př. n. l. Po roce 1450 př. n. l. došlo ke vpádu Achájů z řecké pevniny, kteří s sebou přinesli kulturu mykénské civilizace a mínojská civilizace tak zanikla. 
Původ krétského obyvatelstva a kultury, pojmenované archeologem Arthurem Evansem po bájném králi Mínoovi, je neznámý. Společnost byla centrálně řízena vládci sídlícími v nákladných palácích obklopených městy (např. Knóssos, Malia, Faistos, Hagia Triada). Zde se shromažďovala a inventarizovala celá produkce z celého okolí a přerozdělovala se zpět obyvatelstvu. K tomu bylo z administrativních důvodů vyvinuto lineární písmo A, jehož jazyk je neznámý a nebylo nikdy rozluštěno. Jelikož Mínojci v době svého největšího rozkvětu ovládali hospodářsky i vojensky celé Středomoří, jejich paláce a města nebyla opevněna.

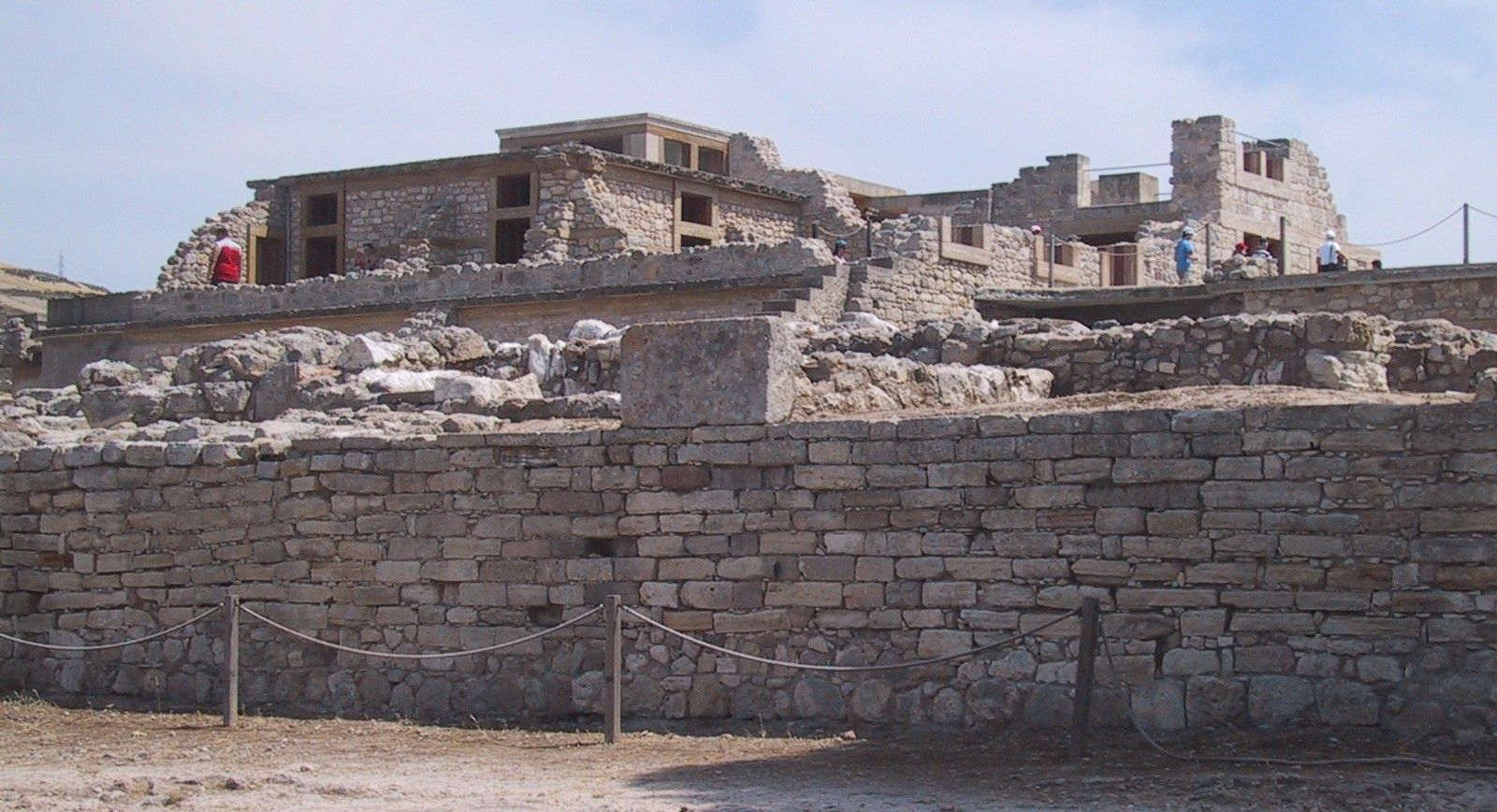
Ruiny paláce v Knóssu

Protože mínojský jazyk nebyl rozluštěn, dá se pouze odhadovat, jaké náboženské představy a rituály mínojská kultura měla. Soudí se, že v popředí stál kult uctívání mateřské bohyně Matky Země. Mezi rituály pravděpodobně patřily tance pod širým nebem a přeskakování přes hřbet býka.
Zánik mínojské kultury byl pravděpodobně způsoben vpádem Achájů z pevninského Řecka. Roku 1425 př. n. l. byl zničen palác v Knóssu, pravděpodobně přírodní katastrofou. Později byly zničeny i ostatní velké paláce v Malii a Faistu. Jako poslední zpustl palác Kató Zakros.

## Dějiny a členění
Arthur Evans rozdělil historii mínojské civilizace na 3 období s třemi podstupni, jiní autoři později přidali dělení na předpalácové, staré palácové a novopalácové období:
- Raně mínojské období (předpalácové období) 2700 až 1900 př. n. l., je charakterizované rozpadem rodového zřízení, specializací řemesel, rozšířením chovu dobytka, rozvojem mořeplavby, prvními doklady hieroglyfického písma, pečeťmi z kamene nebo slonoviny a keramikou buď charakterizovanou červenou nebo hnědou malbou na světlém podkladu nebo speciálně vypalovanou (vasiliská keramika).
  - Raně mínojské období I. – 2700 – 2500 př. n. l. je období po neolitu, tehdy se objevuje první malovaná keramika a prvé měděné nástroje.
  - Raně mínojské období II. – 2500 – okolo 2100 př. n. l. – charakteristické kamenné vázy, mramorové idoly, první glyptické práce a bronzové nástroje
  - Raně mínojské období III. – okolo roku 2100 – 1900 př. n. l.

- Středominojské období I. a II. (staré palácové období) – 1900 – 1700 př. n. l. je období výstavby velkých paláců Faistu, Knóssu, Malii (Chrýsolakos) a jiných, které skončilo zničením paláců zemětřesením. Je charakterizované vznikem měst, stále výrobou pečetí, výrobou kamenných váz, prvním použitím hrnčířského kruhu, keramikou s polychromní malbou (rostliny, zvířata a pod.) a tzv. kamarskou keramikou (tenkostěnná bohatě zdobená keramika z jihokrétské jeskyně) a nejstarším dokladem použití granulace v Evropě (zlatý lev z Kumasy).

- Období nových paláců 1700 – 1425 př. n. l. – je charakterizované velkou stavební aktivitou a monumentálními malbami.
  - Středně mínojské období III. – 1700 – 1550 př. n. l., paláce byly nově postaveny komplexnější, stěny byly pokryté malbami a freskami, kresby na keramice znázorňovaly běžný život. Potom přišla další katastrofa – obrovský výbuch sopky na Théře (dnes Santorini) způsobil zemětřesení, které opět zničilo paláce (síla výbuchu sopky je odhadovaná na 2 400 megatun TNT[1]).
  - Pozdně mínojské období I. a II. – 1550 – 1425 př. n. l., opětovná rekonstrukce paláců a výstavba nových, v umění se vyskytují přírodní náměty, přechod z hieroglyfického písma k lineárnímu (od středně mínojského období III. lineární písmo A, od pozdně mínojského období II. lineární písmo B, jehož rozšíření se spojuje také s posilujícím vlivem z řecké pevniny – Mykénové – Achájové) . Mezi roky 1450 až 1400 př. n. l. civilizace zmizela.

- Pozdně mínojské období III. (popalácové období) – 1425 – 1170 př. n. l. – Kréta se už nikdy nevzpamatovala. Na Krétě se objevují charakteristické mykénské stavební a pohřební formy. Vznikala už jen malá sídla. Okolo roku 1170 př. n. l. přicházeli na Krétu dórští kolonisté, kteří začali zakládat početné vesnice a místní obyvatelstvo před nimi utíkalo do hor a mimo Krétu. Pozdně mínojské období (I.–III.) odpovídá v Mykénách období mykénské (pozdně helladské) civilizace (1600 – 1100 př. n. l.).

Mapa mínojské Kréty